# Anapis choroni
Anapis choroni är en spindelart som beskrevs av Norman I. Platnick och Mohammad U. Shadab 1978. Anapis choroni ingår i släktet Anapis och familjen Anapidae.
Artens utbredningsområde är Venezuela. Inga underarter finns listade i Catalogue of Life.